# Enicospilus cameronii
Enicospilus cameronii är en stekelart som först beskrevs av Dalla Torre 1901.  Enicospilus cameronii ingår i släktet Enicospilus och familjen brokparasitsteklar. Inga underarter finns listade i Catalogue of Life.